# Nœud de laguis
Ne doit pas être confondu avec Nœud d'agui.
Le nœud de laguis (aussi orthographié laguis ou nœud de lagui) est un nœud coulant, le plus utilisé par les marins. Il s'agit d'une variante d'un nœud de chaise dont le courant est passé dans la boucle du nœud de chaise,, le nœud coulissant sur son dormant. 

## Utilisation
Ce nœud est facile à défaire et coulisse facilement, agissant comme un palan à deux brins. Il est utilisé pour une accroche rapide pour serrer un élément, pour récupérer des objets (tombés à l'eau par exemple) ou comme collet. 
Les marins utilisent ce nœud pour nouer un paquetage, pour se différencier des terriens qui n'en font pas usage. 

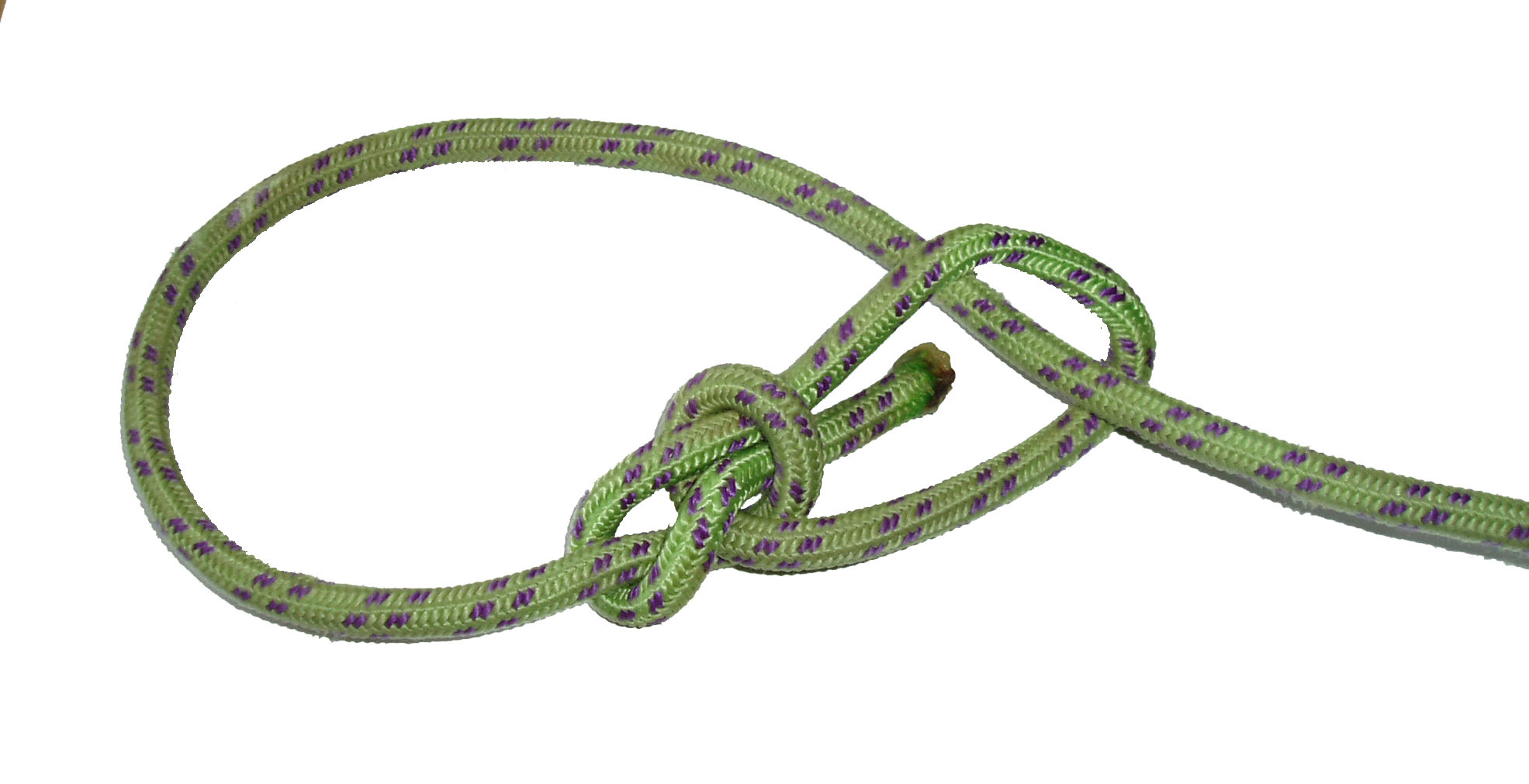
Nœud de laguis